# Sikole
Sikole (cyr. Сиколе) – wieś w Serbii, w okręgu borskim, w gminie Negotin. W 2011 roku liczyła 599 mieszkańców.